# Parc du Centenaire

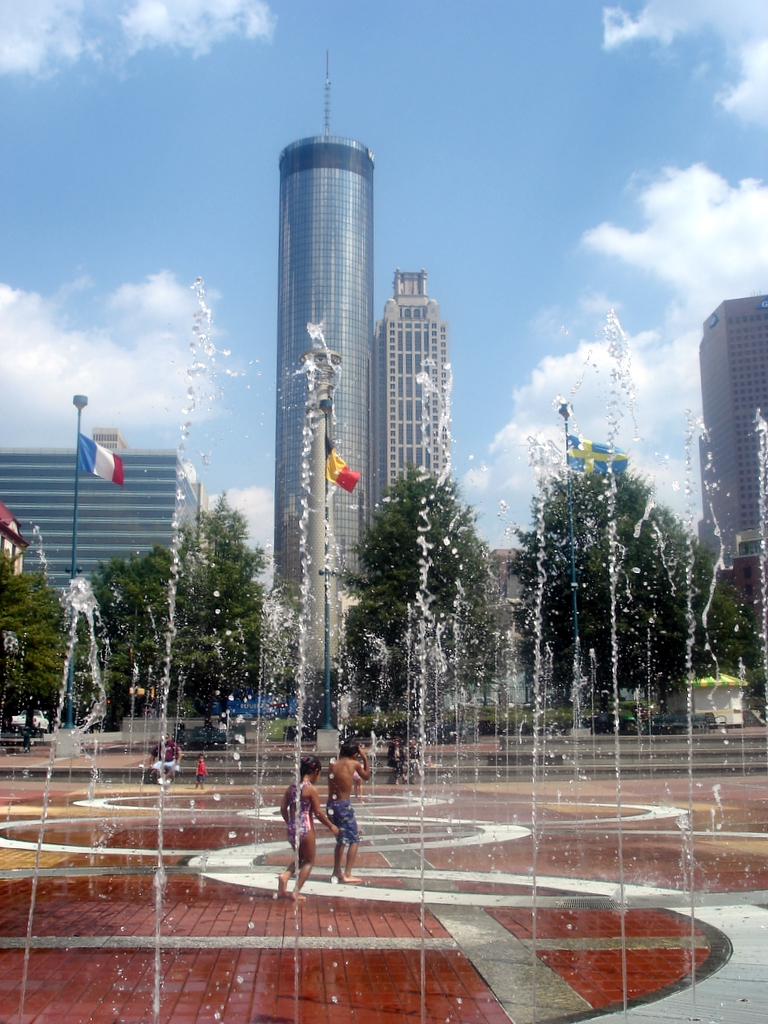
La Fontaine aux anneaux, en 2005.

Le parc du Centenaire (Centennial Olympic Park) est le parc olympique des Jeux olympiques d'été de 1996 à Atlanta aux États-Unis, qui est possédé et exploité par le Georgia World Congress Center Authority.
Il a été construit par le Comité d'organisation olympique d'Atlanta (ACOG) dans le cadre des infrastructures pour le centenaire des Jeux olympiques d'été. Le directeur général de l'ACOG, Billy Payne, l'a conçue à la fois comme un lieu central de rassemblement pour les visiteurs et les spectateurs pendant les Jeux olympiques d'Atlanta, au cœur du village olympique, et après comme un héritage durable pour la ville.
Le 27 juillet 1996, il fut le théâtre du premier des quatre attentats à la bombe commis par le militant d'extrême droite Eric Rudolph (né en 1966), et qui fit 2 morts, ainsi que 111 blessés.

## Attractions
- Planète Androgine (Androgyne Planet): Créée par le sculpteur espagnol Enric Pladevall, est une sculpture représentant la continuité des Jeux olympiques et l'esprit d'unité internationale[1].
- World of Coca-Cola ouvert le 24 mai 2007,
- Aquarium de Géorgie
- Imagine It! Children's Museum of Atlanta opened on March 1, 2004
- Georgia World Congress Center, un centre de convention
- Atlanta Apparel Mart
- Omni Hotel
- the Tabernacle (ancienne House of Blues)
- CNN Center
- College Football Hall of Fame
- Philips Arena
- Mercedes-Benz Stadium.